# Partito Popolare Polacco
Il Partito Popolare Polacco (in polacco Polskie Stronnictwo Ludowe – PSL) è un partito politico polacco democratico-cristiano e ruralista.

## Storia

### Il primo PSL
Il primo PSL fu fondato da Wincenty Witos, dopo la prima guerra mondiale, riunendo vari movimenti agrari (Ruralismo) e rappresentò uno dei più importanti partiti della Seconda Repubblica Polacca. Durante la seconda guerra mondiale, il PSL prese parte al governo in esilio. Alla fine della guerra il leader del partito, Stanisław Mikołajczyk, fece ritorno in patria con lo scopo di riorganizzare il partito in chiave anti-sovietica. La dittatura comunista per evitarne la nascita organizzò un Partito filo-agrario, satellite di quello comunista, al quale il PSL fu costretto ad aderire formalmente.

### Dopo il 1989
Nel 1989, dopo la caduta del comunismo, il PSL riacquistò il suo nome originario e si schierò con Solidarność e nel 1990 prese parte ad una coalizione di governo con l'Alleanza della Sinistra Democratica, i socialdemocratici post-comunisti. Coalizione di fatto confermata nel 2001, quando il PSL raccolse il 9% dei voti.
Alle elezioni europee del 2004 il PSL raccolse il 6% dei voti, elesse 4 deputati ed entrò a far parte del Partito Popolare Europeo, composto da conservatori e democratici cristiani.
Alle politiche del 2005 il partito ha raccolto il 7% dei voti, ha eletto 25 deputati ed è passato all'opposizione del governo di destra guidato da Diritto e Giustizia, con il sostegno esterno della Lega delle Famiglie Polacche e di Autodifesa della Repubblica Polacca. Nel dicembre 2005, tre deputati europei su quattro del PSL, sollevando l'opposizione dei vertici del partito, hanno deciso di abbandonare il gruppo del PPE per aderire a quello dell'Unione per l'Europa delle Nazioni, composto da partiti di destra nazionalista come Alleanza Nazionale ed il Fianna Fáil irlandese.
Alle elezioni politiche del 2007 il PSL, approfittando dell'opposizione al governo nazionalista guidato dal Diritto e Giustizia (PiS), ha incrementato sia i propri voti (8,9%, + 1,9%), che i propri seggi (31, +6), approfittando del calo di Autodifesa della Repubblica Polacca (agrari nazionalisti) e della Lega delle Famiglie Polacche (nazionalisti cattolici). PSL, con Piattaforma Civica, liberali, è membro del nuovo governo.
Alle elezioni europee del 2019 il partito era presente nella Coalizione Europea, e ha contribuito a far guadagnare alla coalizione i totali 5.249.935 voti, riuscendo a eleggere anche 3 europarlamentari, che si sono iscritti al Gruppo del Partito Popolare Europeo.
Nel luglio del 2019 costituì un'alleanza di centro, la Coalizione Polacca, insieme ad una serie di partiti minori di tendenza liberale e democristiana, oltre che alcuni movimenti regionalisti, per partecipare alle elezioni del medesimo anno. Non essendo riuscita a stringere un'alleanza con la Piattaforma Civica, la Coalizione Polacca partecipò in solitario alle elezioni, ottenendo l'8,6% dei voti, dopodoché si pose all'opposizione del governo guidato dal PiS.

## Presidenti
- Roman Bartoszcze (1990–1991)
- Waldemar Pawlak (1991–1997)
- Jarosław Kalinowski (1997–2004)
- Janusz Wojciechowski (2004–2005)
- Waldemar Pawlak (2005–2012)
- Janusz Piechociński (2012–2015)
- Władysław Kosiniak-Kamysz (dal 2015)

## Risultati elettorali
| Elezione          | Elezione     | Voti                  | %                     | Seggi     |
| ----------------- | ------------ | --------------------- | --------------------- | --------- |
| Parlamentari 1991 | Sejm         | 972.952               | 8,67                  | 48 / 460  |
| Parlamentari 1993 | Sejm         | 2.124.367             | 15,40                 | 132 / 460 |
| Parlamentari 1997 | Sejm         | 956.184               | 7,31                  | 27 / 460  |
| Parlamentari 2001 | Sejm         | 1.168.659             | 8,98                  | 42 / 460  |
| Europee 2004      | Europee 2004 | 386.340               | 6,34                  | 4 / 54    |
| Parlamentari 2005 | Sejm         | 821.656               | 6,96                  | 25 / 460  |
| Parlamentari 2007 | Sejm         | 1.437.638             | 8,91                  | 31 / 460  |
| Europee 2009      | Europee 2009 | 516.146               | 7,01                  | 3 / 50    |
| Parlamentari 2011 | Sejm         | 1.201.628             | 8,36                  | 28 / 460  |
| Europee 2014      | Europee 2014 | 480.846               | 6,80                  | 0 / 51    |
| Parlamentari 2015 | Sejm         | 779.875               | 5,13                  | 16 / 460  |
| Europee 2019      | Europee 2019 | In Coalizione Europea | In Coalizione Europea | 3 / 51    |
| Parlamentari 2019 | Sejm         | 1.578.523             | 8,55                  | 20 / 460  |
| 1.                |              |                       |                       |           |

| Elezione           | Elezione | Candidato                 | Voti      | %    | Esito                |
| ------------------ | -------- | ------------------------- | --------- | ---- | -------------------- |
| Presidenziali 1990 | I turno  | Roman Bartoszcze          | 1.176.175 | 7,15 | ❌ Non eletta/o (5º) |
| Presidenziali 1995 | I turno  | Waldemar Pawlak           | 770.419   | 4,31 | ❌ Non eletta/o (5º) |
| Presidenziali 2000 | I turno  | Jarosław Kalinowski       | 1.047.949 | 5,95 | ❌ Non eletta/o (4º) |
| Presidenziali 2005 | I turno  | Jarosław Kalinowski       | 269.316   | 1,80 | ❌ Non eletta/o (5º) |
| Presidenziali 2010 | I turno  | Waldemar Pawlak           | 294.273   | 1,75 | ❌ Non eletta/o (5º) |
| Presidenziali 2015 | I turno  | Adam Jarubas              | 238.761   | 1,60 | ❌ Non eletta/o (6º) |
| Presidenziali 2020 | I turno  | Władysław Kosiniak-Kamysz | 459.365   | 2,36 | ❌ Non eletta/o (5º) |